# 十三里信号場

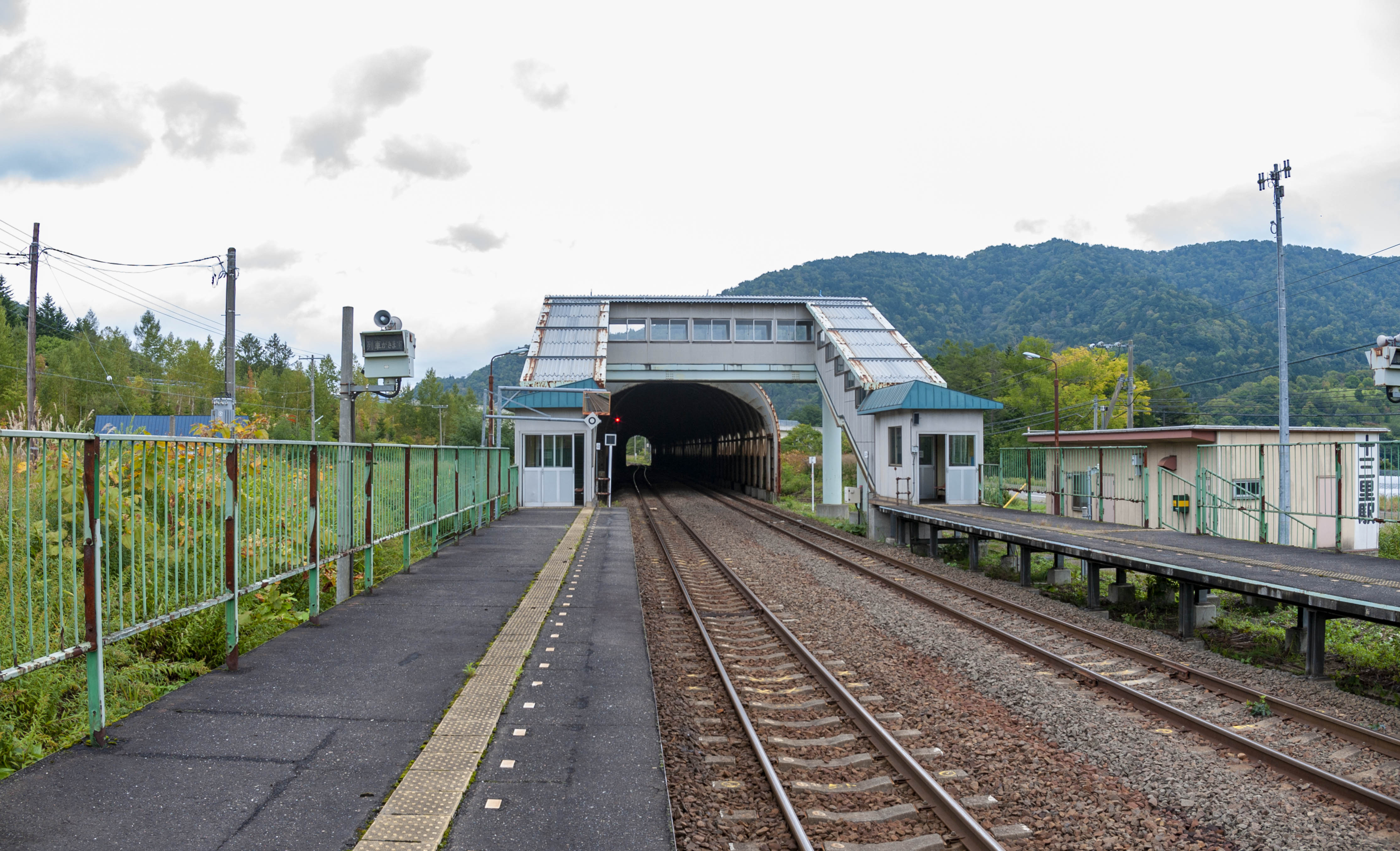
ホーム（2012年10月）

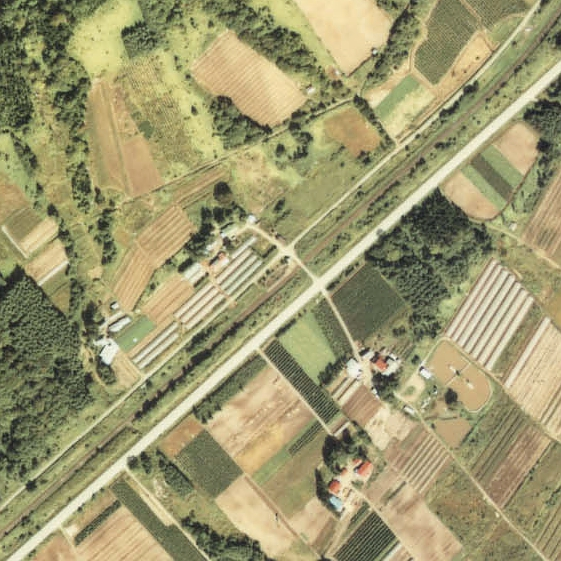
1976年の夕張線（当時）の十三里駅と周囲500m範囲。右が夕張方面。踏切に接して短い簡易型の単式ホームと小さな待合室がある。後に東追分駅同様、石勝線に移行するに当たって相対式ホームとなったが、こちらは踏切を移設して駅の移動はなかった。

十三里信号場（とみさとしんごうじょう）は、北海道夕張市紅葉山（もみじやま）にある北海道旅客鉄道（JR北海道）石勝線の信号場である。電報略号はミト。事務管理コードは▲132108。旅客駅時代の駅番号はK19。駅廃止時点において、普通列車の一部は通過していた。

## 歴史
夕張線時代からの駅であったが、石勝線開業時に線路容量が不足するため、交換設備を新設し、その後利用客の減少により旅客扱いを廃止して信号場となった。

### 年表
- 1962年（昭和37年）12月25日：日本国有鉄道の十三里駅として開業[1][5][6]。旅客のみ取扱いの無人駅[7]。
- 1981年（昭和56年）7月1日：石勝線開通を控えて交換設備を新設し同日より使用開始（当初より継電連動化）[8]。
- 1987年（昭和62年）4月1日：国鉄分割民営化によりJR北海道に継承[1]。
- 1994年（平成6年）7月10日：石勝線・根室線高速化工事に伴い同日に分岐器を弾性分岐器に交換[9][10]。
- 2016年（平成28年）3月26日：利用者減少とダイヤ改正に伴い、旅客扱いを廃止[11]。十三里信号場となる[12]。
  - 2009年から2014年の6年間で乗降客数は平均0.4人/日程度、十三里駅発着の定期券については1カ月定期を2枚販売したのみであり、利用者数が非常に少ないことから、JR北海道は2015年7月31日に夕張市地域公共交通協議会にて同年度末までに廃止する方針を明らかにし[13]、同年12月に廃止を決定した[11]。

### 信号場名の由来
この付近に追分駅を起点とした13マイル（哩）の哩程標があったことから、地元の希望もあり名づけられた。なお、現在のキロ程で追分駅と当信号場間は22.6km（≒14マイル）である。

## 構造
南千歳方から新得方に向かって左手から下り本線、上り本線の2線を有する単線行き違い型信号場。このほかそれぞれの進行方向に安全側線を設け、両方の分岐器をスノーシェルターで覆っている。
旅客駅として営業していた頃のホームは各線に1面ずつ（相対式ホーム2面）設置されており、ホームの新得方に跨線橋を設けて連絡した。待合室は跨線橋の出入口に扉を設けて椅子を設置していた。

## 周辺
- 国道274号
- 道東自動車道夕張インターチェンジ

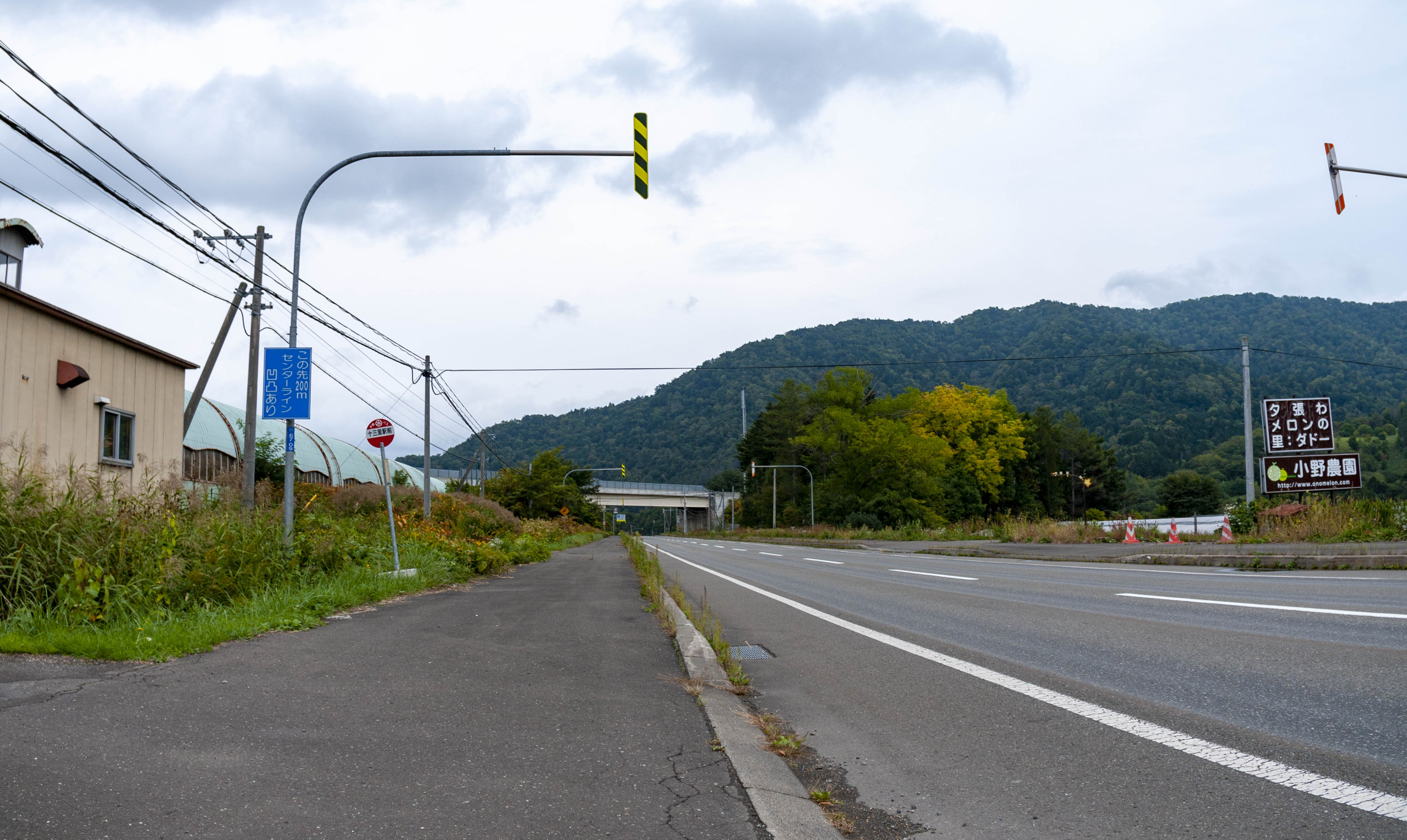
駅前

- かつては駅前に夕鉄バス滝ノ上線「十三里駅前」バス停が設置されていたが、2017年4月1日に滝ノ上線が廃止され、バス停も廃止された[15]。

## 隣の駅
北海道旅客鉄道（JR北海道）
■石勝線
川端駅 (K17） - （滝ノ下信号場） -（滝ノ上信号場） - （十三里信号場） - 新夕張駅 (K20)